# Modrany
Modrany (em húngaro: Madar) é um município da Eslováquia, situado no distrito de Komárno, na região de Nitra. Tem 27,07 km² de área e sua população em 2018 foi estimada em 1.344 habitantes.

## Demografia
| Ano:        | 1994 | 2004   | 2014   | 2024   |
| ----------- | ---- | ------ | ------ | ------ |
| Broj ljudi: | 1408 | 1461   | 1407   | 1280   |
| Razlika:    |      | +3,76% | -3,69% | -9,02% |

| Ano:               | 2023 | 2024   |
| ------------------ | ---- | ------ |
| Número de pessoas: | 1282 | 1280   |
| Diferença:         |      | -0,15% |